# Росарио (муниципалитет)
Росарио (исп. Rosario) — муниципалитет в Мексике, штат Сонора, с административным центром в одноимённом посёлке. Численность населения, по данным переписи 2020 года, составила 4793 человека.

## Общие сведения
Название Rosario дано в честь девы Марии Розарии.
Площадь муниципалитета равна 3519,8 км², что составляет 2 % от площади штата, а наиболее высоко расположенное поселение Ла-Сода, находится на высоте 1991 метр.
Он граничит с другими муниципалитетами Соноры: на севере с Онавасом и Екорой, на юге с Кирьего, на западе с Кахеме, а на востоке с другим штатом Мексики — Чиуауа.

## Учреждение и состав
Муниципалитет был образован 18 октября 1870 года, по данным 2020 года в его состав входит 79 населённых пунктов, самые крупные из которых:
| Код INEGI                  | Населённый пункт                                                                       | Численность населения (2005 год) | Численность населения (2010 год) | Численность населения (2020 год) |
| -------------------------- | -------------------------------------------------------------------------------------- | -------------------------------- | -------------------------------- | -------------------------------- |
| 051                        | Всего                                                                                  | 5165                             | 5226                             | 4830                             |
| 0001                       | Росарио (исп. Rosario) 27°50′26″ с. ш. 109°22′15″ з. д. (административный центр)       | 2663                             | 2815                             | 2927                             |
| 0047                       | Нури (исп. Nuri) 28°06′58″ с. ш. 109°19′36″ з. д.                                      | 439                              | 376                              | 341                              |
| 0015                       | Седрос (исп. Cedros) 27°45′44″ с. ш. 109°17′23″ з. д.                                  | 356                              | 356                              | 307                              |
| 0017                       | Куба (исп. Cuba) 28°02′34″ с. ш. 109°16′46″ з. д.                                      | 276                              | 282                              | 254                              |
| 0018                       | Ла-Эстрелья (исп. La Estrella) 27°49′37″ с. ш. 109°14′40″ з. д.                        | 210                              | 235                              | 218                              |
| 0090                       | Паредонес (Эль-Саусито) (исп. Paredones (El Saucito)) 27°55′08″ с. ш. 109°13′53″ з. д. | 210                              | 193                              | 126                              |
| 0075                       | Эль-Саус (исп. El Sauz) 27°55′18″ с. ш. 109°22′28″ з. д.                               | 128                              | 132                              | 109                              |
| —                          | Прочие                                                                                 | 883                              | 837                              | 548                              |
| Названия на карте Генштаба |                                                                                        |                                  |                                  |                                  |

## Экономическая деятельность
По статистическим данным 2000 года, работоспособное население занято по секторам экономики в следующих пропорциях:
- сельское хозяйство, скотоводство и рыбная ловля — 50,7 %;
- промышленность и строительство — 18,8 %;
- торговля, сферы услуг и туризма — 29,1 %;
- безработные — 1,4 %.

## Инфраструктура
По статистическим данным 2020 года, инфраструктура развита следующим образом:
- электрификация: 97 %;
- водоснабжение: 60,2 %;
- водоотведение: 90,6 %.